# Sarcophaga maculigaster
Sarcophaga maculigaster är en tvåvingeart som beskrevs av Yu. G. Verves 1984. Sarcophaga maculigaster ingår i släktet Sarcophaga och familjen köttflugor.
Artens utbredningsområde är Etiopien. Inga underarter finns listade i Catalogue of Life.